# Amelia (nombre)
Amelia proviene del germano

## de su casa ( santoral )
10 de julio: Santa Amelia

## Variantes
- Masculino: Amelio.

### Variantes en otros idiomas
| Variantes en otras lenguas | Variantes en otras lenguas |
| -------------------------- | -------------------------- |
| Español                    | Amelia                     |
| Alemán                     | Amelíe                     |
| Danés                      | Amelia                     |
| Francés                    | Amélie                     |
| Holandés                   | Amelie                     |
| Inglés                     | Amelia                     |
| Italiano                   | Amelia                     |
| Latín                      | Amelia                     |
| Noruego                    | Amelia                     |
| Polaco                     | Amelia                     |
| Portugués                  | Amélia                     |
| Sueco                      | Amelia                     |

## Personajes célebres

### Reyes amelia
| Portugal | Amelia meneses, reina consorte de Portugal por su matrimonio con Carlos I de Portugal. |

### Otras personalidades
- Amelia del Carmen Carballo Moreno, pintora cubana.
- Amelia Bloomer, escritora, periodista, defensora estadounidense de los derechos de las mujeres.
- Amelia Curran, pintora irlandesa.
- Amelia de la Torre, actriz española.
- Amelia Denis de Icaza, poetisa romántica panameña.
- Amelia Earhart, aviadora estadounidense.
- Amelia Edwards, novelista, periodista, viajera y egiptóloga británica.
- Amelia Herrera, política chilena.
- Amélia Rey Colaço, actriz y directora de teatro portuguesa.
- Amelia Valcárcel, filósofa española.
- Amelia Warner, ex-actriz, compositoria, pianista y cantante inglesa.
- Amelia Vega, Miss Universo 2003 y cantante dominicana.
- Amelia Lefler, arpista y cantante española